# 桌山國家公園 (南非)
南非桌山国家公园前身为开普半岛国家公园，地处南非开普敦，1998年5月29日成立，旨在为保护桌山生态链的自然环境，尤其是珍稀的凡波斯植被。公园由南非国家公园管理。
公园拥有两个著名的景观地貌：国家公园名字的由来——桌山，以及非洲最靠西南端的好望角。

## 地理
公园沿着开普半岛连绵不绝的山脊呈南北走势，从北部的锡格纳尔山，穿过狮头山、桌山、康斯坦蒂亚山、银矿山，南半岛的山脉，直至好望角结束。
公园并非单一连续地区。组成公园的未开发山区被平地上发展起来的城市分隔开来。因此，公园被分为三个独立区域，如下表。

### 桌山区
该区覆盖着锡格纳尔山、狮头山和整座桌山，包括桌山背（山脉后下方）、魔鬼峰、十二使徒岩（其实是沿大西洋海岸的17座成串山脉），以及橙色峡谷（特殊保护区，不对外开放)。其北部边界地处开普敦市、坎普斯湾和大西洋海岸为西部边界，东部为城市南部，南部则是豪特湾。
该区由桌山国家公园、塞西莉亚公园和新森林国家公园构成。南非克斯坦布希国家植物园并非国家公园正式的一部分，但公园上行仍属于国家公园。

### 银矿-东海区
该区贯穿半岛呈东南-西南走向，从大西洋海岸至福尔斯湾沿岸。覆盖了康斯坦蒂亚山、斯滕贝格峰、考克湾山脉。西北边界处于豪特湾，东北为康斯坦提亚市和东海市，东南则是考克湾，西南为钓鱼镇和诺特虎克。
这部分由东海国家公园和银矿自然保护区组成。

### 好望角区
这一地区覆盖了开普半岛最南端区域，从南部的开普角和好望角向北延伸至大西洋海岸的斯卡布罗和福尔斯湾海岸的西蒙镇。由好望角自然保护区组成。

## 植物群
这个地区是弗洛勒尔角的一部分，具有多样性高的植物群，多数为珍稀和本土品种。该区可发现丰富的海神花属、石南科灌木、帚灯草目和菊科类，以及地下芽植物。主要的本土植被类型为半岛砂岩凡波斯和海角花岗岩凡波斯，均为开普敦濒危的本土植被，在世界其他地方都未有出现。
此外，公园的一些地区还是本土非洲温带森林的家园。
著名的本地树种为银树，一种广泛栽植，在开普半岛的少数散布地区（较著名的地区就是上文提及的克斯坦布希），以及狮头山斜坡的野外环境下才能发现。
公园位于开普植物王国的中心，是生物多样性热点地区，被植物学家视为异常植物带。实际上，桌山国家公园拥有的植物种类已超过英国现有的。
围绕公园生长的许多独特的植物，已因农业和城市发展而销迹。
本土植物受到偷猎者用于传统医药和入侵物种的威胁，如红眼金合欢、三种哈克木属品种和山坡的商业木材种植园栽种侵入性松树。现今，桌山山脉拥有世界上同等面积陆地上最为密集的入侵物种。

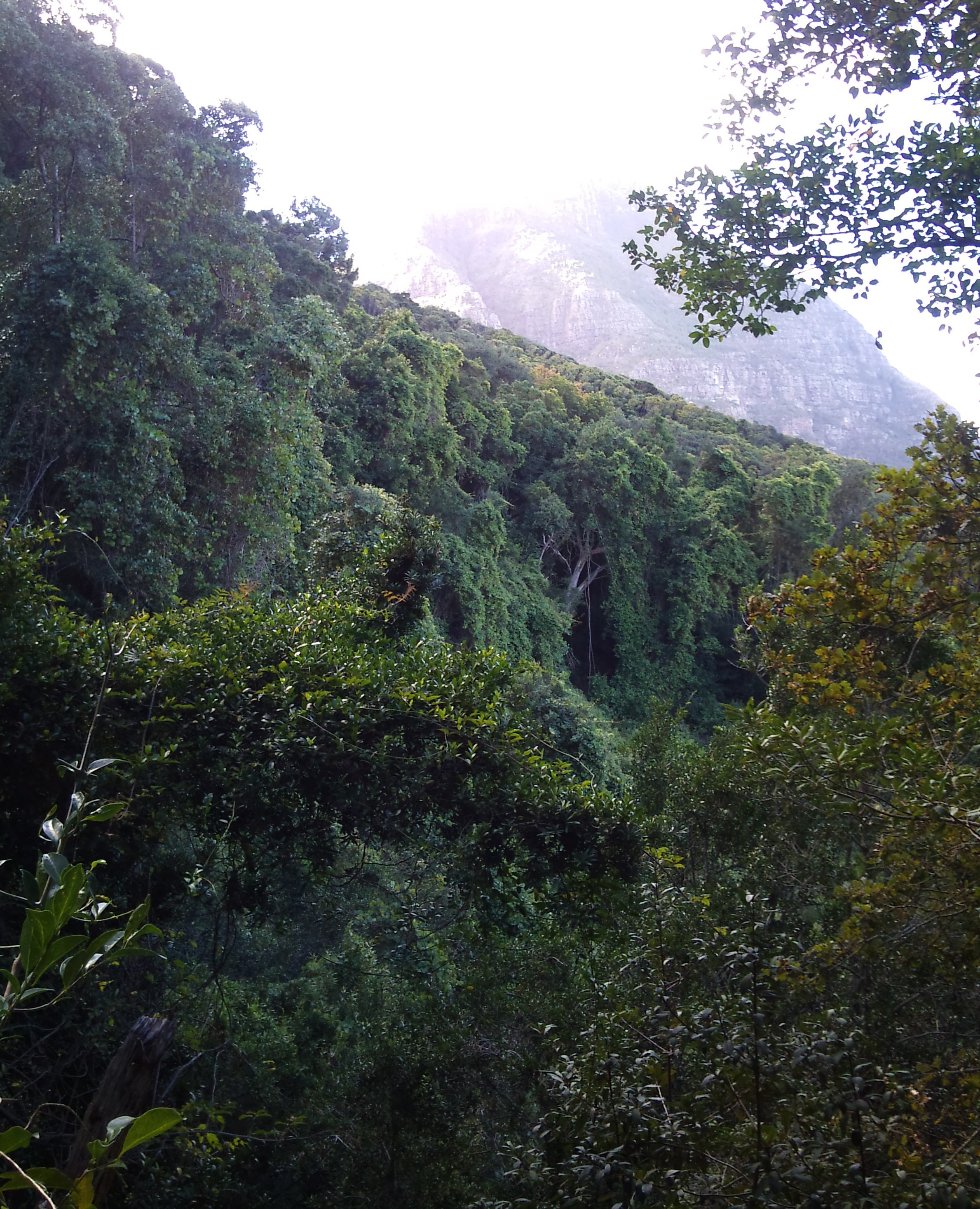
桌山本土的非洲山地森林，远处可眺望到魔鬼峰。

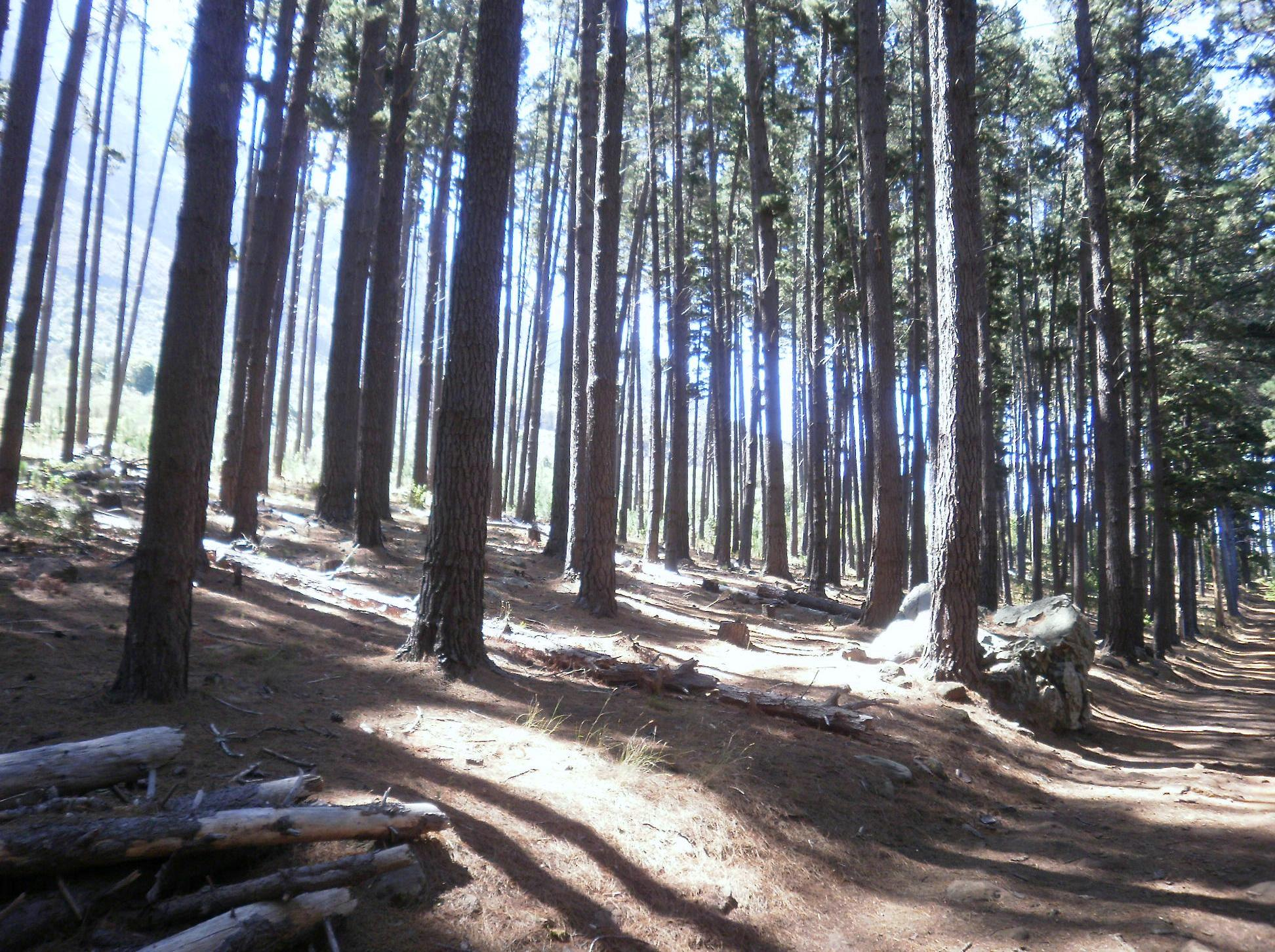
位于桌山东部斜坡上，商业种植园中的欧洲入侵物种海岸松。

### 非本土森林的迁移
南非国家公园因迁移入侵性非本土树木的项目而受到批评。这些性质不同的森林仅占公园森林的2%，但所占地区此前拥有极其丰富的生物多样性。
最初入侵树种是商业木材种植，而大部分非洲山地森林被砍伐。然而，种植园所选的肥沃缓坡同属公园地区，持有最高比例的本土和濒危物种。
公园最近的项目顾及到本土森林的再生，并逐渐迁移种植园内的入侵树木。迁移富于争议，而一些松树种植园是生活在与公园相连的繁华市区内的人们的休闲区.

## 动物群
历史上在这片地区出现过得大型食肉动物包括：开普狮、豹（至20世纪20年代仍有出现，今天仍有发现其踪迹），以及黑斑鬣犬和黑背胡狼。大型食草动物因欧洲定居者而消失，如普通非洲象、黑犀、大弯角羚、伊兰羚、山斑马和白纹牛羚，虽然后三种被再度引入公园的开普角区。
公园内仍能发现小型哺乳类动物：狞猫、岩蹄兔和大量小型羚羊品种，如黑耳石羚和著名新近入园的山羚。
1935年，外来的喜马拉雅塔尔羊的数量，因一对逃出魔鬼峰下格鲁特歇尔公园现已不复存在的动物园而得以发展。2006年，几乎桌山所有的塔尔羊都被挑拣出来，清理用作引进小型山羚用，致使塔尔羊和山羚因相似的栖息地而展开竞争。然而，仍有少数存活了下来。
大狒狒栖息在公园的南部。它们很常见，深受游客喜爱，但当它们习惯了人类后，游客开始向它们投掷免费食物，这一情况变得极其危险。许多住在公园附近的居民，如达伽马公园、东海公园和斯卡布罗公园，经常会出现双方的不协调，狒狒会为食物而企图并成功抢夺他们房屋，居民采取许多措施如装配电动栅栏来加强房屋安全，还有非法措施如用子弹枪射击、驱赶它们并用猎狗追逐。这都是无效的，只能令狒狒致残，简单有效的措施则是投其所好投掷一些简单食物，因为仅剩一只手臂的狒狒很容易为残羹冷炙袭击一只垃圾桶，而非寻求山中的草料。因此 ，禁止游客喂食狒狒是当务之急。
桌山发现的罕有本地两栖动物，只有桌山沼蟾。

## 旅游景点

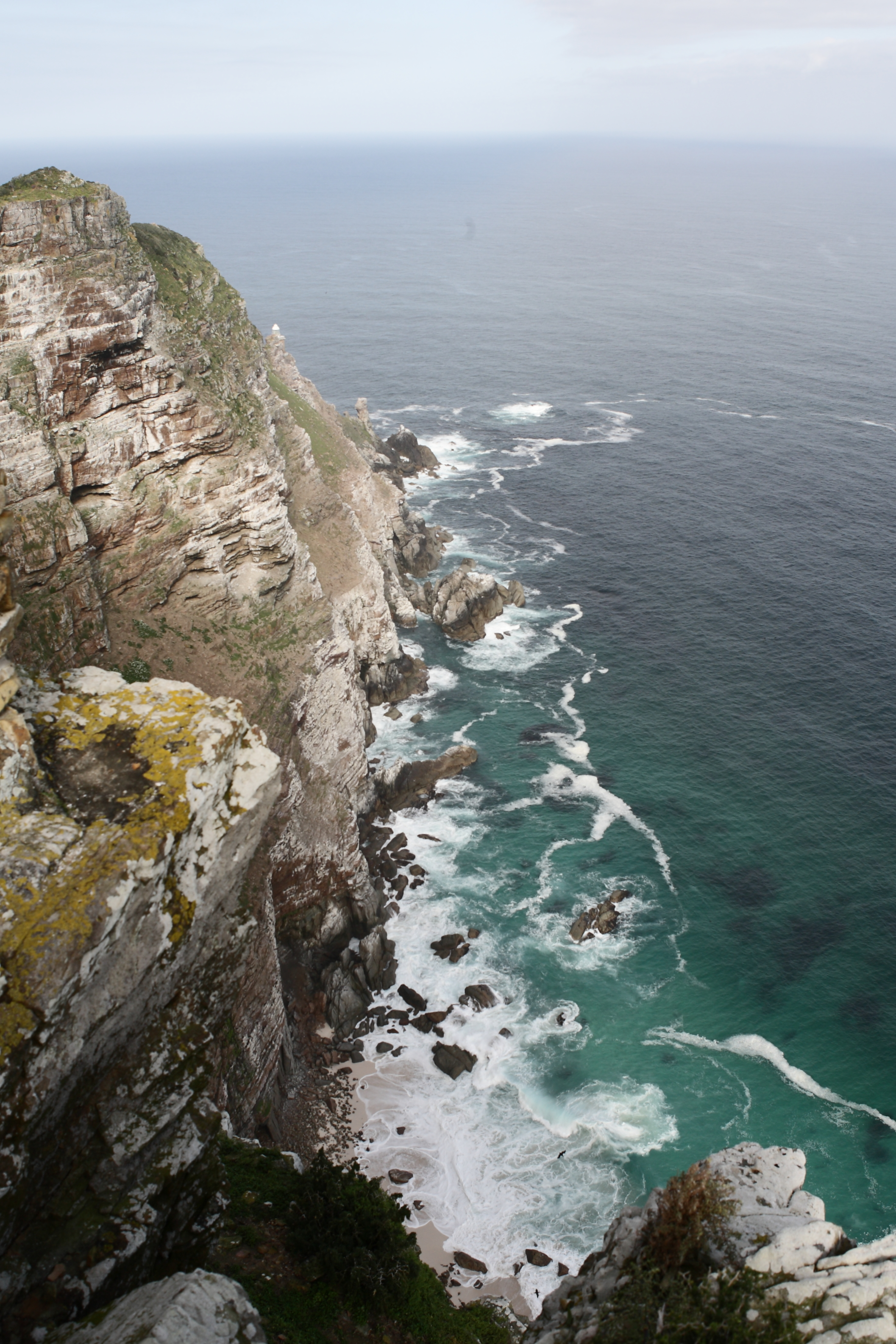
开普角俯瞰图，可看到灯塔的白色圆顶。

- 桌山索道，将游客从克罗夫纳路较低的缆站运至桌山顶部，让游客得以避免相当费力的步行。

- 西蒙镇南部的博尔德斯海滩，包含了一个较大的非洲企鹅栖息地。

- 风景优美的开普角和好望角，虽然它们并不是通常认为的非洲最南端，也不是大西洋和印度洋的交汇点。

## 參见
- 开普省
- 桌山
- 开普半岛
- 好望角
- 弗洛勒尔角

## 拓展阅读
- TMNP official website（页面存档备份，存于）